# 簑沢
簑沢（みのさわ）は、神奈川県横浜市中区の町名。住居表示は未実施で、丁目は設けられていない。

## 地理
中区の西部、根岸森林公園の北西側に位置する。北東は山元町3・4丁目、南東は根岸台、南西は寺久保および塚越、北西は大芝台にそれぞれ隣接する。一戸建てを主とした住宅が多く、根岸森林公園のうち横浜競馬場一等馬見場を含む一角も町域にかかる。町の東部には在日米軍根岸住宅地区の施設が残る。
町内には鉄道やバス路線はない。隣接する山元町を通る横浜駅根岸道路には横浜駅から伊勢佐木長者町駅を経由して根岸台、桜木町駅から元町を経由して市電保存館前を結ぶ横浜市営バスが運行されている。

## 歴史
古くは久良岐郡根岸村の一部で、1901年（明治34年）に横浜市に編入され横浜市根岸町となる。1933年（昭和8年）に根岸町の一部から簑沢が新設された。町名は字から採られ、「水の沢」、あるいは「土地の低い沢」を意味し、いずれも谷戸を表していると考えられる。1947年には一部が米軍に接収された。

## 世帯数と人口
2025年（令和7年）6月30日現在（横浜市発表）の世帯数と人口は以下の通りである。
| 町丁 | 世帯数  | 人口    |
| ---- | ------- | ------- |
| 簑沢 | 646世帯 | 1,265人 |

### 人口の変遷
国勢調査による人口の推移。
| 年                 | 人口  |
| ------------------ | ----- |
| 1995年（平成7年）  | 1,583 |
| 2000年（平成12年） | 1,478 |
| 2005年（平成17年） | 1,447 |
| 2010年（平成22年） | 1,470 |
| 2015年（平成27年） | 1,341 |
| 2020年（令和2年）  | 1,319 |

### 世帯数の変遷
国勢調査による世帯数の推移。
| 年                 | 世帯数 |
| ------------------ | ------ |
| 1995年（平成7年）  | 651    |
| 2000年（平成12年） | 644    |
| 2005年（平成17年） | 627    |
| 2010年（平成22年） | 644    |
| 2015年（平成27年） | 589    |
| 2020年（令和2年）  | 594    |

## 学区
市立小・中学校に通う場合、学区は以下の通りとなる（2024年11月時点）。
| 番・番地等 | 小学校             | 中学校             |
| ---------- | ------------------ | ------------------ |
| 全域       | 横浜市立山元小学校 | 横浜市立平楽中学校 |

## 事業所
2021年現在の経済センサス調査による事業所数と従業員数は以下の通りである。
| 町丁 | 事業所数 | 従業員数 |
| ---- | -------- | -------- |
| 簑沢 | 31事業所 | 148人    |

### 事業者数の変遷
経済センサスによる事業所数の推移。
| 年                 | 事業者数 |
| ------------------ | -------- |
| 2016年（平成28年） | 28       |
| 2021年（令和3年）  | 31       |

### 従業員数の変遷
経済センサスによる従業員数の推移。
| 年                 | 従業員数 |
| ------------------ | -------- |
| 2016年（平成28年） | 126      |
| 2021年（令和3年）  | 148      |

## その他

### 日本郵便
- 郵便番号：231-0856[3]（集配局：横浜港郵便局[18]）

### 警察
町内の警察の管轄区域は以下の通りである。
| 番・番地等 | 警察署     | 交番・駐在所 |
| ---------- | ---------- | ------------ |
| 全域       | 山手警察署 | 山元町交番   |